# 阿拉克语
阿拉克语是一种老挝南部沙拉湾省和塞公省(阿拉克族在当地人口占比超过五分之一)约4千人使用的巴拿语支语言。它与越南巴拿族的语言相似。有两种方言，标准阿拉克语和Harak。